# Örlygshafnarvegur
La Örlygshafnarvegur (612) è una strada della penisola Vestfirðir in Islanda che, partendo dalla Barðastrandarvegur, porta a Látrabjarg, la punta più occidentale dell'isola e d'Europa.